# Даниел Негреану
Даниел Негреану (на английски: Daniel Negreanu) е професионален канадски покер играч, който е спечелил 6 гривни от Световните покер серии и две титли от Световното покер турне. Независимата покер класация „Глобален покер индекс“ определя Негреану като най-добрия покер играч на десетилетието през 2014 г.

## Биография
Роден е на 26 юли 1974 г. в Торонто, Канада. Преди да завърши на второ място в турнира през 2014 г., той е най-печелившият покер играч за всички времена, с печалби над 33 милиона долара.